# Gornje Moštre
Gornje Moštre (en cyrillique : Горње Моштре) est un village de Bosnie-Herzégovine. Il est situé dans la municipalité de Visoko, dans le canton de Zenica-Doboj et dans la fédération de Bosnie-et-Herzégovine. Selon les premiers résultats du recensement bosnien de 2013, il compte 747 habitants.

## Géographie
Le village est situé au bord de la rivière Bosna, un affluent de la Save.

## Démographie

### Évolution historique de la population dans la localité
| 1948 | 1953 | 1961 | 1971 | 1981 | 1991 | 2013 |
| ---- | ---- | ---- | ---- | ---- | ---- | ---- |
| -    | -    | 340  | 379  | 489  | 653  | 747  |

|  |

### Communauté locale
En 1991, Gornje Moštre faisait partie de la communauté locale de Moštre qui comptait 3 026 habitants, répartis de la manière suivante :